# Улица Бралю Каудзишу (Рига)
Улица Бра́лю Ка́удзишу (латыш. Brāļu Kaudzīšu iela — в переводе «улица Братьев Каудзите») расположена в Латгальском предместье города Риги, в жилом районе Плявниеки. Пролегает в восточном и юго-восточном направлении от улицы Илукстес до улицы Лубанас.
Общая длина улицы составляет 1728 метров. На всём протяжении имеет асфальтовое покрытие. Движение двустороннее, почти на всём протяжении улица имеет две раздельные проезжие части, по 2-3 полосы в каждом направлении. По улице курсирует несколько маршрутов автобуса.

## История
Проложена в 1978 году. В том же году ЦК КПСС и Совет Министров СССР приняли постановление об увековечении памяти советского учёного, трижды Героя Социалистического Труда М. В. Келдыша (1911—1978), уроженца Риги. На основании этого постановления новой улице было присвоено название «улица Академика Мстислава Келдыша», а в центре города установлен бюст М. В. Келдыша.
Первоначально улица Келдыша проходила от улицы Илукстес до улицы Улброкас. В 2012 году была продлена до улицы Лубанас.
В июне 2022 года Центр государственного языка Латвии одобрил предложения о переименовании улиц города Риги, которые получили названия в честь советских деятелей культуры, учёных и военных. 14 декабря 2022 года Рижская дума приняла решение о переименовании улицы в честь братьев Каудзите.

## Мстислав Келдыш в Риге
Мстислав Всеволодович Келдыш родился 28 января (10 февраля) 1911 года в Риге на Николаевской улице (ныне Кришьяня Валдемара), 67 и проживал здесь до 1915 года, когда в связи с мировой войной семья эвакуировалась в Москву. 10 февраля 1981 года на здании была установлена мемориальная доска в память о М. В. Келдыше, позднее демонтированная.
В январе 1962 года Мстислав Келдыш во главе группы учёных приезжал в Ригу для уточнения профиля основных работ Академии наук Латвийской ССР (ныне Академия наук Латвии).

## Прилегающие улицы
- Улица Илукстес
- Улица Андрея Сахарова
- Улица Дзеню
- Улица Улброкас
- Улица Ясмуйжас
- Улица Лубанас